# Para-aminosalicylsyre
Para-aminosalicylsyre, 4-aminosalicylsyre, almindeligvis kendt som PAS, er et antibiotikum, der især tidligere blev brugt i behandlingen af tuberkulose. Stoffet anvendes også til behandling af inflammatoriske tarmsygdomme, såsom Crohns syndrom og colitis ulcerosa.
PAS blev syntetiseret af den svensk-danske kemiker Jörgen Lehmann tæt samarbejde med Olle Sievers og Gylfe Vallentin. Lægemidlet blev indført i 1946 og blev derefter, sammen med Streptomycin, et gennembrud i behandlingen af sygdommen tuberkulose.